# Томс-Брук (Вірджинія)
Томс-Брук (англ. Toms Brook) — місто (англ. town) в США, в окрузі Шенандоа штату Вірджинія. Населення — 276 осіб (2020).

## Географія
Томс-Брук розташований за координатами 38°56′51″ пн. ш. 78°26′22″ зх. д. / 38.94750° пн. ш. 78.43944° зх. д. (38.947546, -78.439377).  За даними Бюро перепису населення США в 2010 році місто мало площу 0,38 км², з яких 0,37 км² — суходіл та 0,01 км² — водойми. В 2017 році площа становила 0,33 км², уся площа — суходіл.

## Демографія
Згідно з переписом 2010 року, у місті мешкало 258 осіб у 95 домогосподарствах у складі 71 родини. Густота населення становила 671 особа/км².  Було 111 помешкання (289/км²).
Расовий склад населення:
| - 90,3 % — білих - 2,3 % — чорних або афроамериканців - 0,4 % — азіатів - 3,9 % — осіб інших рас |

До двох чи більше рас належало 3,1 %. Частка іспаномовних становила 7,4 % від усіх жителів.
За віковим діапазоном населення розподілялося таким чином: 24,4 % — особи молодші 18 років, 64,4 % — особи у віці 18—64 років, 11,2 % — особи у віці 65 років та старші. Медіана віку мешканця становила 36,7 року. На 100 осіб жіночої статі у місті припадало 87,0 чоловіків;  на 100 жінок у віці від 18 років та старших — 91,2 чоловіків також старших 18 років.
Середній дохід на одне домашнє господарство  становив 63 481 долар США (медіана — 55 750), а середній дохід на одну сім'ю — 69 295 доларів (медіана — 67 917). Медіана доходів становила 41 875 доларів для чоловіків та 38 333 долари для жінок. За межею бідності перебувало 7,8 % осіб, у тому числі 3,8 % дітей у віці до 18 років та 15,2 % осіб у віці 65 років та старших.
Цивільне працевлаштоване населення становило 154 особи. Основні галузі зайнятості: виробництво — 31,2 %, освіта, охорона здоров'я та соціальна допомога — 24,7 %, будівництво — 10,4 %, публічна адміністрація — 8,4 %.